# Filippo Neviani (альбом)
Filippo Neviani — одиннадцатый студийный альбом итальянского певца и автора песен Нека, выпущенный 16 апреля 2013 года.

## Об альбоме
Название альбома — это настоящее имя Нека. Это обусловлено тем, что певец посвятил его своему покойному отцу и дочери Беатрис. По словам артиста, альбом был написан более естественным, более личным и более искренним. Нек сказал, что его отец всегда хотел увидеть фамилию Филиппо "Neviani" на обложке одного из его альбомов.
Нек сам записал партии гитары, бас-гитары и барабанов. Это связано с тем, что когда музыканты играли на определённых инструментах для его песен, он чувствовал, что "потеряна часть магии".
Певец считает, что музыка альбома содержит больше рока, чем его предыдущие пластинки.

## Список композиций

### Итальянское издание
| №   | Название               | Автор(ы)                      | Длительность |
| --- | ---------------------- | ----------------------------- | ------------ |
| 1.  | «Hey Dio»              | Filippo Neviani, Marco Baroni | 3:49         |
| 2.  | «Congiunzione astrale» | Federica Camba, Daniele Coro  | 4:06         |
| 3.  | «Dentro l'anima»       | Neviani, Baroni               | 4:06         |
| 4.  | «La metà di niente»    | Neviani, Camba, Coro          | 3:35         |
| 5.  | «Soltanto te»          | Camba, Coro                   | 3:48         |
| 6.  | «Io no mai»            | Neviani, Baroni               | 3:24         |
| 7.  | «Uno come me»          | Neviani, Camba, Coro          | 3:21         |
| 8.  | «Verrà il tempo»       | Neviani, Baroni               | 3:36         |
| 9.  | «Dammi di più»         | Neviani, Andrea Amati         | 3:17         |
| 10. | «Il mondo tra le mani» | Neviani, Baroni               | 3:38         |

| №   | Название                                    | Длительность |
| --- | ------------------------------------------- | ------------ |
| 11. | «La mitad de nada» (featuring Sergio Dalma) | 3:35         |

### Испанское издание
| №   | Название                                    | Автор(ы)                      | Длительность |
| --- | ------------------------------------------- | ----------------------------- | ------------ |
| 1.  | «Hey Dios»                                  | Filippo Neviani, Marco Baroni | 3:49         |
| 2.  | «Conjunción astral»                         | Federica Camba, Daniele Coro  | 4:06         |
| 3.  | «Dentro de tu alma»                         | Neviani, Baroni               | 4:06         |
| 4.  | «La mitad de nada» (featuring Sergio Dalma) |                               | 3:35         |
| 5.  | «Sólo tú»                                   | Camba, Coro                   | 3:48         |
| 6.  | «Yo nunca»                                  | Neviani, Baroni               | 3:24         |
| 7.  | «Uno como yo»                               | Neviani, Camba, Coro          | 3:21         |
| 8.  | «Llega el tiempo»                           | Neviani, Baroni               | 3:36         |
| 9.  | «Dame más»                                  | Neviani, Andrea Amati         | 3:17         |
| 10. | «El mondo entre tus manos»                  | Neviani, Baroni               | 3:38         |

## Чарты
| Чарт (2013)                     | Высшая позиция |
| ------------------------------- | -------------- |
| Бельгия/Валлония (Ultratop)     | 145            |
| Италия (Classifica album)       | 2              |
| Испания (PROMUSICAE)            | 30             |
| Швейцария (Schweizer Hitparade) | 16             |